# Sinostrangalis luteosignatus
Sinostrangalis luteosignatus är en skalbaggsart som först beskrevs av Maurice Pic 1955.  Sinostrangalis luteosignatus ingår i släktet Sinostrangalis och familjen långhorningar. Inga underarter finns listade i Catalogue of Life.